# Альфред Радермахер
Альфред Радермахер (нім. Alfred Radermacher; 13 вересня 1913, Гільгерт — 26 жовтня 1944) — німецький офіцер-підводник, оберлейтенант-цур-зее крігсмаріне (1 липня 1943). Кавалер Німецького хреста в золоті.

## Біографія
В липні 1933 року вступив в рейхсмаріне. З серпня 1935 служив на підводному човні U-5. З жовтня 1936 по вересень 1937 року проходив навчання, після чого повернувся на човен. В квітні-листопаді 1939 року навчався в штурманському училищі Фленсбурга, після чого переданий в розпорядження Кільського корабельного управління і кадрового резерву 1-ї флотилії. З лютого 1940 року — старший штурман U-5. В серпні 1940 року переведений на U-96 для вивчення конструкції човнів, а 14 вересня призначений старшим штурманом. В травні-липні 1940 року проходив навчання, в серпні-вересні — курс командира човна в 24-й флотилії. З 15 вересня 1942 по 24 травня 1943 року — командир U-120,  в березні 1943 року одночасно командував U-5. В травні 1943 року направлений на U-393 для вивчення будови човна, з 3 липня 1943 по 30 вересня 1944 року — командир човна. З жовтня 1944 року — керівник гідролокації частин 24-ї, з лютого 1945 року — 25-ї флотилії.

## Нагороди
- Медаль «За вислугу років у Вермахті» 4-го класу (4 роки)
- Залізний хрест 2-го і 1-го класу
- Нагрудний знак підводника
- Німецький хрест в золоті (11 квітня 1944)